# NBA商店
NBA商店（英語：NBA Store），是一家官方授权零售商连锁店，销售NBA主题商品。商店中最著名的位于美国纽约市曼哈顿第五大道和第45街。在 美国以外，还有七个地点设有商店：澳大利亚悉尼、澳大利亚墨尔本、意大利米兰各一处，中国北京两处，台湾台北、英国伦敦各一处，马尼拉大都会区三处。
纽约店由在线零售商Fanatics运营，该公司还运营联盟的在线商店NBAStore.com。NBA 商店出售超过35000件NBA商品，并设有多个景点。这里也是球员、名人和政治人物的经常光顾之地。它也是NBA的总部，协会在这里举办慈善活动。
自1998年开设第一家商店以来，由于新的国际球员的涌入，NBA在国外市场的商机不断增加。其中增长最大的是中国。中国球员如姚明和易建联的加盟，以及2008年夏季奥运会的举办，创造了足够的需求，推动了新店的开设。NBA还扩展到了第二人生等游戏，并于2007年创建了虚拟NBA商店。
原先位于第五大道的商店于2011年2月13日关闭。联盟暂时将商店搬迁到第五大道590号的一个较小空间，直到2015年8月。新地点位于第五大道545号，于2015年12月21日开业。